# 우전 (진)
우전(優旃, ? ~ ?)은 중국 진나라의 광대로, 난쟁이였으며 웃긴 말을 잘하였다.

## 생애
시황제가 궁중에서 잔치를 베풀던 중 비가 쏟아졌다. 단 아래의 병사들은 비를 맞으며 추위에 떨고 있었고, 이를 불쌍히 여긴 우전은 그들에게 말하였다.
| “ | 댁들은 쉬고 싶소? | ” |

| “ | 그럴 수 있다면 다행이겠습니다. | ” |

| “ | 내가 당신네를 부를 테니, 그때 "예!" 하고 대답하시오. | ” |

조금 있다가 신하들이 시황제의 건강을 기원하며 만세를 불렀고, 이때 우전은 난간에 이르러 병사들을 불렀다.
| “ | 호위병들! | ” |

| “ | 예! | ” |

| “ | 너희는 키가 커봤자 비나 맞고 있으니, 좋을 게 하나도 없구나! 나는 키는 작지만 여기서 쉬고 있는데. | ” |

우전의 말을 들은 시황제는 호위병들을 교대로 근무시켜 쉬게 하였다.
시황제는 황실의 정원을 동쪽으로는 함곡관, 서쪽으로는 옹(雍)·진창(陳倉)까지 넓히려 하였는데, 이를 들은 우전은 이렇게 아뢰었다.
| “ | 좋은 생각이십니다. 거기에 짐승들을 잔뜩 풀어 놓으면, 도적이 쳐들어와도 사슴이 뿔로 받아줄 겁니다. | ” |

우전의 말을 들은 시황제는 계획을 그만두었다.
시황제의 뒤를 이어 즉위한 이세황제는 성벽을 옻칠로 뒤덮으려고 하였다. 이세황제의 계획을 들은 우전은 이렇게 아뢰었다.
| “ | 좋은 생각이군요. 주상께서 말씀하지 않으셔도 마침 제가 제안하려던 참이었습니다. 백성들은 돈이 나갈까봐 걱정하겠습니다만 그래도 아름답지 않습니까! 성벽을 반짝반짝하게 칠하면 도적들도 감히 기어오르지 못할 것입니다. 다만 옻칠을 하려면 성 전체를 뒤덮을 만한 암실이 필요한데, 그걸 마련하기가 어렵겠습니다. | ” |

이세황제는 한바탕 웃고는 계획을 그만두었다.
몇 년 뒤 이세황제가 죽으니 우전은 한나라에 귀부하였고, 몇 년 후 죽었다.

## 출전
- 사마천, 《사기》 권126 골계열전